# Exèrcit Revolucionari d'Insurrecció d'Ucraïna
L'Exèrcit Revolucionari d'Insurrecció d'Ucraïna (en ucraïnès: Revolyutiyna Povstans'ka Armiya Ukrayiny), també anomenat Exèrcit Negre, fou un grup armat d'anarquistes amb base majoritàriament ucraïnesa; formava part dels quatre exèrcits que participaren en la Guerra Civil russa: l'Exèrcit Roig (format pels bolxevics), l'Exèrcit Blanc (format pels prooccidentals, els conservadors i certs sectors dels menxevics) i l'Exèrcit Verd.
Va ser creat per l'anarquista ucraïnés Nèstor Makhnò (1888-1934) i així el seu exèrcit tamb és anomenat la Makhnovtxina (Махновщина). El súfix -вщина és depreciatiu (‘la banda de Makhnò’) i el mot va ser utilitzat pels historiadors russos, que volien reduir la revolució a un combat entre els bons, l'exèrcit roig i els dolents, els blancs o tsaristes. La historiografia soviètica volia silenciar que era una revolució molt més complexa amb insurgents d'inspiracions molts diferents.
No era pas un exèrcit gros, però fou molt important i perillós per la seva ferocitat en combat i rapidesa de moviment. Hi havia moltes dones a l'exèrcit, tant lluitant com dirigint unitats i destacaments militars lliures. Això li permetia atacar l'enemic pels diversos flancs i retirar-se en un curt espai de temps, o atacar per sorpresa la rereguarda enemiga després d'una aparent fugida. D'altra banda, com que l'Exèrcit Revolucionari tenia un ampli suport social, no requeria importants despeses en infraestructures ni havia menester d'una organització logística pesada. L'exèrcit era format únicament per voluntaris i desapareixia sense deixar rastre tan bon punt els camperols tornaven als seus camps, només per tornar a reunir-se en una força poderosa en cas d'un nou perill.
Solia a atacar amb pocs combatents, colpejar amb contundència i desaparèixer, o fugir enmig de la batalla per, poques hores després, atacar la rereguarda enemiga, una tàctica que permetia tirar per terra la moral dels enemics.
En combats a camp obert, era reconegut per la feresa dels seus soldats, en majoria camperols que arriscaven la vida en defensa de la seva terra amb més ímpetu que qualsevol altre grup de combatents; però, aquesta faceta del combat era el seu punt feble, ja que en un combat contra forces organitzades palesaven les febleses.

## Context històric
Quan triomfa la Revolució Russa el 1917, Ucraïna és un país molt diferent de la resta de les altres províncies russes. Es tractava d'un territori molt ric en recursos agrícoles, i en temps de guerra va ser l'objecte del desig de les potències estrangeres: Alemanya, Imperi austrohongarès, Imperi Otomà, Rússia i, fins i tot, França i Gran Bretanya, que veien el territori com una inesgotable font de provisions.
La mentalitat ucraïnesa era distinta de la de la majoria de russos, ja que el temor a agressions externes i les contínues lluites frontereres van desenvolupar un corrent de pensament més centrat en l'individu que en el col·lectiu. El concepte d'individualitat era latent en els camperols bel·licosos, acostumats a defensar els camps contra les tropes saquejadores que feien incursions molt ràpides per a aprovisionar-se, sense que l'exèrcit tsarista es preocupés especialment per defensar altra cosa que no fossin les fronteres de la regió.
La situació d'indefensió va desenvolupar un marcat esperit d'independència en la regió, i la poca estabilitat a curt o mitjà termini li llevava sentit a l'aparició de partits polítics, que mancaven d'un marc territorial en el qual implantar-se. En aquestes condicions, el que es va desenvolupar va ser un creixent sentiment nacionalista, l'objectiu del qual era crear un estat independent.
Però a Ucraïna existia una majoria camperola acostumada a defensar-se pel seu compte, a ser agredida per diferents exèrcits en curt espai de temps i a treballar en conjunt amb altres camperols, fins a desenvolupar petits grups armats, especialitzats a defensar els poblats dels intrusos. Per a aquests camperols, l'estat era una instància ineludible, que periòdicament apareixia als camps en forma d'exèrcit per a robar una part de la collita. També lz policia de l'estat es manifestava contra qui gosés criticar públicament el tsar.
El nacionalisme era majoritari a la zona nord, mentre que al sud existia una majoria d'ideologia anarquista, amb forta influència comunista (no bolxevic). Entre el desembre de 1917 i el gener de 1918, els escamots camperols van expulsar els latifundistes, repartint i valorant les terres i les indústries.
Però, el 3 de març de 1918 Lenin signa el tractat de Brest-Litovsk. Davant l'amenaça russa, Ucraïna va donar moltes concessions econòmiques als alemanys i els seus aliats que hi van desplegar uns 400.000 militars. Immediatament les terres tornen als antics amos, els privilegis dels quals es reforcen amb la finalitat de mantenir la neutralitat de la regió mentre es prepara la tornada del tsar. Amb aquest fi es nomena l'ataman Pavlò Skoropadski, un tsarista convençut, com a cap de la Rada Suprema.
Els terratinents a qui es va restituir es van agrupar, amb el beneplàcit de la Rada, per venjar-se dels insurrectes que els havien llevat les terres. La indiferència legal de la Rada era normal, tenint en compte que els insurrectes eren potencials rebels i havien de ser eliminats per a evitar la reedició del cas rus, si el tsar finalment tornava a Ucraïna.
A més de la repressió de l'Exèrcit Verd nacionalista, pagat pels terratinents i al servei de Kíiv, els camperols van sofrir els flagells continus de les tropes d'ocupació alemanyes i austríaques. La pressió d'aquests exèrcits va ser tan asfixiant sobre els camperols del sud del país que es van adherir a la revolució, que d'iniciativa comuna es plantejaren la possibilitats d'unir tots els anarquistes.
Durant juny, juliol i agost de 1918, la repressió de la Rada ucraïnesa va ser sagnant i molts anarquistes van ser executats. En aquest punt, és fonamental que els camperols s'uneixin entre si, car en cas contrari els més destacats activistes serian aniquilats i el moviment moriria.
La necessitat d'una certa unificació enfront de la inclement repressió és el que duu els camperols de Gulài-Pole a organitzar-se a l'entorn d'una idea política, que es desinteressa per complet i considera prescindibles aspectes com la classe no treballadora i els prejudicis nacionals, religiosos o polítics.
A Gulài-Pole, a l'estiu de 1918, per primera vegada, els camperols anarquistes no es reuneixen per plantejar un conflicte militar contra un exèrcit agressor, sinó per prendre partit activament dins la guerra que havia de lliurar-se entre l'antitotalitarisme i els tirans de la Rada.